# Наречена століття (телесеріал)
Наречена століття (кор. 백년의 신부, Baeknyeonui Sinbu) — дорама, створена в Південній Кореї відомим корейським режисером Юн Сан Хоном в 2014 році. Жанр дорами — мелодрама, драма, фантастика. Серіал складається з 20 серій, кожна по 60 хвилин.

## Сюжет
Іноді доля підносить дуже дивні сюрпризи. Наприклад, зустріти на вулиці дівчину, один в один схожу на зовсім іншу людину — це для жартівниці в порядку речей.
На Ду Рім жила абсолютно спокійним життям. Вранці вона ходила до моря і ловила рибу. Потім працювала в кафе, де подавали ту саму рибу. Вдома дівчину чекала остання рідна людина — бабуся. Більше всього на світі Ду Рім мріяла забезпечити свою бабусю всім необхідним, щоб та на старості років могла ні в чому не потребувати.
Однак дівчину ошукали, з усіма грошима, накопиченими за довгі роки, втекла одна авантюристка, а бабуся потрапила до лікарні. У Ду Рім не було грошей навіть на те, щоб оплатити її лікарняні рахунки. Із жалюгідного становища бідолаху визволив юнак, якого вона одного разу врятувала. Виявилося, що Ду Рім повністю схожа на сестру цього хлопця — І Хен.
У сім'ї хлопця зараз невеликі фінансові труднощі: їх завод на межі банкрутства, а співробітники готові подавати позови проти компанії. Але вихід з цієї кризи є — було вирішено, що І Хен вийде заміж за холодного, безсердечного молодого Чхве Кан Джу, спадкоємця величезної корпорації. Після весілля нові родичі допоможуть їм розплатитися з боргами і залишитися на плаву.
Але І Хен не згодна бути маріонеткою в чужій грі. Вона втекла, залишивши сім'ю у великих неприємностях. Поки дівчину не знайдуть, її роль повинна зіграти Ду Рім, так як вони схожі один на одного і ніхто не помітить підміни. Тому дівчина із села змушена прикидатися самовпевненою і елегантною дівчиною із Сеулу.
Але Ду Рім не знає, що насправді ніхто не збирається шукати І Хен. Бідна дівчина стала просто пішаком у жорстокій грі, яку затіяла мати І Хен. Над сім'єю нареченого прокляття — перша дружина старшого сина з цього роду помирає в першу шлюбну ніч. З нареченої всі сили витягає дух, який охороняє їх родове помістя. Але заручини розірвати не можна, а І Хен зовсім не збирається вмирати. Хтось повинен зайняти її місце до весілля і першої ночі, щоб потім дівчина могла безпечно повернутися. І цим кимось стала На Ду Рім, навіть не підозрюючи про навислу загрозу. До чого призведе небезпечна гра?

## Персонажі

### Головні герої
- Ян Чін Сон[en] — у ролі На Ду Рім.
- Лі Хон Кі[en] — у ролі Чхве Кан Чжу.
- Нам Чон Хї— у ролі Пак Сун Бок (бабця Ду Рім).
- Пак Чін Чжу[en] — у ролі О Чін Чжу (Doo Rim's childhood friend).
- Чхве Іль Хва[en] — у ролі Чхве Іль До (батько Кан Чжу / CEO of Taeyang Group)
- Кім Со Ра— у ролі Кім Мьон Хї (мати Кан Джу).
- Чон Хе Ін — у ролі Чхве Кан Іна (молодший брат Кан Чжу / популярний співак).
- Чан А Йон — у ролі Лі Ру Мі.
- Кан Те Хван — у ролі секретаря Кіма.
- Сон Хьок — у ролі Чан І Хьона (Yi Kyung's older brother/operations manager of Oh Sung Construction).
- Сін Ин Чон[en] — у ролі Ма Че Ран (мати І Кьон / CEO of Oh Sung Construction).
- Кім А Йон — у ролі Сон Чу Сін.
- Кім Ю Чан — у ролі Райана.
- Ім Бьон Кі — у ролі дворецького Чана (дворецький родини Чхве).
- Квон Ин А — у ролі Ан Дон Тек (дружина дворецького Чана).